# 앨버트 테일러
앨버트 와일더 "브루스" 테일러(Albert Wilder "Bruce" Taylor, 1875년 3월 14일 ~ 1948년 6월 29일)는 대한제국 및 일제 강점기 조선에서 활동하던 미국의 기업인이자 언론인이다.

## 생애
1875년 3월 14일 미국에서 금광 기술자였던 조지 알렉산더 테일러(George Alexander Taylor, 1829년 3월 17일 ~ 1908년 12월 10일)의 아들로 태어나, 아버지의 뒤를 이어 금광 기술자가 되었고, 1896년 아버지와 함께 한국에 들어와 운산금광의 직원으로 일하였다. 1908년 아버지 조지가 사망한 후에도 테일러는 한국을 떠나지 않고, 한국에서 금광 사업과 무역상을 하였으며 UPI 통신사의 서울 특파원을 겸임하기도 하였다.
1917년 영국 출신의 연극배우 메리 린리 테일러(Mary Linley Taylor, 1889년 ~ 1982년)와 결혼하였고, 1919년 경성에서 외아들 브루스를 낳았다. 그 해 3월 1일 한국 민족대표 33명이 작성, 낭독한 독립 선언서를 앨버트 테일러가 입수하였고, 그것을 앨버트 테일러의 동생이 일본 경찰의 눈을 피해 몰래 몸에 지니고 도쿄로 반출하여, 도쿄의 통신사망을 통해 타전하면서 한국의 3·1 운동은 세계에 알려지게 되었다.
이후에도 제암리 학살사건을 취재하고, 스코필드, 언더우드와 함께 조선 총독을 항의 방문하는 등 한국의 독립운동에 적극 협조하였다. 1941년 태평양 전쟁이 발발하며 미국과 일본의 관계가 악화되면서 테일러 일가족은 가택 연금 상태가 되었고, 이듬해 5월 조선총독부의 외국인 추방령에 따라 미국으로 추방되었다. 광복 직후인 1945년에는 한국에 남겨두고 간 재산을 찾기 위하여 미군정청 고문 자격으로 한국에 입국하기도 하였다. 1948년 6월 29일 미국에서 73세를 일기로 심장마비로 사망하였고, 유해는 그의 유언에 따라 대한민국으로 이송되어 서울외국인묘지공원에 안장되었다.

## 가족
아내 메리 린리 테일러는 1942년 태평양 전쟁으로 한국에서 강제 추방되자 미국 캘리포니아에서 남편과 함께 노년을 보내며 회고록을 썼고, 훗날 그의 아들 브루스 테일러(Bruce Tickell Taylor, 1919년 2월 28일 ~ 2015년 4월 19일)는 이것을 'Chain of Amber(호박 목걸이)'라는 제목의 책으로 출판하였다. 책에 따르면, 메리는 당시 한국에 거주하던 다양한 국적의 선교사, 광산업자, 사업가들과 교류했으며, 광산촌을 방문하고 시베리아를 기차로 여행하는 등 다양한 경험을 하였다고 한다. 또한 3·1 운동과 광무제의 장례식 등 한국 독립운동사의 역사적 순간을 직접 보고 기록으로 남겼다. 그녀는 1982년에 캘리포니아에서 생을 마쳤다.
2006년 2월 서울특별시는 대한민국을 방문한 앨버트 테일러의 아들 브루스 테일러와 그의 가족들에게 명예 시민증을 부여하였다.

## 같이 보기
- 딜쿠샤
- (영어) 메리 린리 테일러